# Église Santa Maria Avvocata dei Peccatori

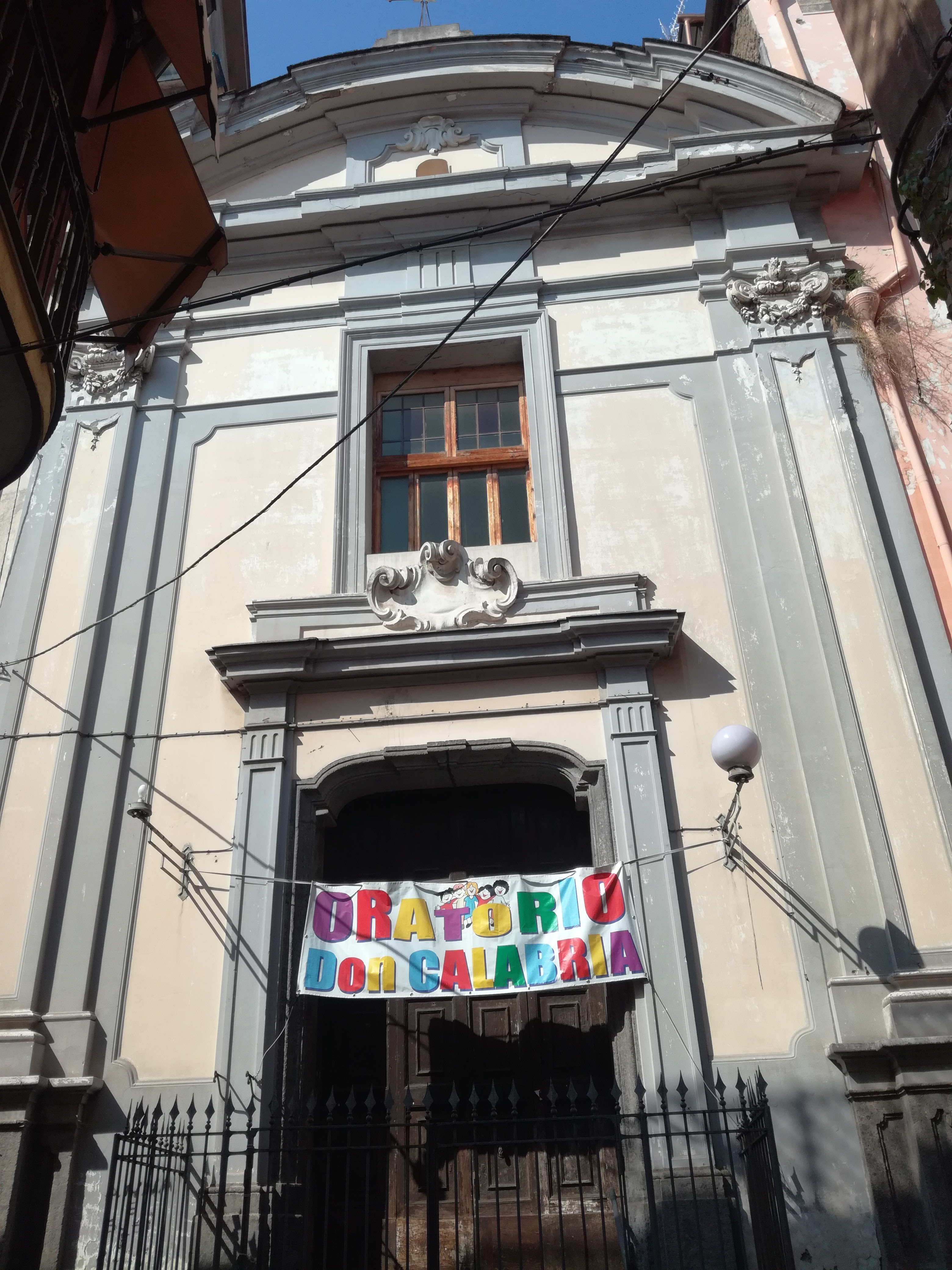
Façade de l'église.

L'église Santa Maria Avvocata dei Peccatori (Sainte-Marie-Avocate-des-Pécheurs) est une église de Naples située dans la rue qui porte son nom.

## Histoire et description
Après une mission fructueuse dans le borgo Sant'Antonio Abate, où les Pères théatins avaient ouvert un oratoire, ils s'installent en 1631 dans le palais de Diomede Carafa Bozzuto, pour ouvrir leur propre couvent et bâtir une église. Celle-ci est refaite au XVIIIe siècle.
Les théatins sont expulsés par les Français en 1806. En 1816, après le retour des Bourbons, le prêtre Domenico Cutillo y fonde l'œuvre pie de la retraite de Sainte Marie du Grand Triomphe qui s'occupait d'accueillir et de sauver les femmes de la prostitution. C'est pourquoi le couvent est appelé aussi le couvent des Repenties et l'église assume alors le nom de Santa Maria del Gran Trionfo.
Depuis 1979, le couvent est le siège de l'Œuvre Don Calabria qui procure de l'aide aux prisonniers.
L'église présente une façade baroque avec des lésènes ioniques dont la base est en piperno. Le portail de piperno possède une corniche de  stuc surmonté d'une grande fenêtre sous un tympan arqué.

## Source de la traduction
- (it) Cet article est partiellement ou en totalité issu de l’article de Wikipédia en italien intitulé « Chiesa di Santa Maria Avvocata dei Peccatori » (voir la liste des auteurs).